# Automatiskt
Automatiskt är ett musikalbum från 2000 av det svenska punkbandet Mimikry. Den är utgiven på skivbolaget Birdnest. Automatiskt är Mimikrys debutalbum , en andra utgåva släpptes 2006. Låten 500 mil är en svensk översättning av I'm Gonna Be (500 Miles) av The Proclaimers. Albumet innehåller även en 9 minuters minidokumentär som är filmad av bandet själva. Mart Hällgren medverkar på låten Dör med stövlarna på. 

## Låtlista
| Nr  | Titel                    | Längd |  |
| --- | ------------------------ | ----- |  |
| 1.  | Det måste gå             | 2:53  |  |
| 2.  | Herr Ågren               | 2:42  |  |
| 3.  | 500 mil                  | 2:59  |  |
| 4.  | Här är jag               | 4:05  |  |
| 5.  | Det borde fan var´t jag  | 2:19  |  |
| 6.  | Pyrrusseger              | 3:19  |  |
| 7.  | Världens bästa idé       | 2:39  |  |
| 8.  | Tro för att se           | 4:08  |  |
| 9.  | En missanpassad Svensson | 3:24  |  |
| 10. | Dagen då jag...          | 3:10  |  |
| 11. | Lovsång till dom lata    | 3:23  |  |
| 12. | Dör med stövlarna på     | 3:01  |  |
| 13. | Dödens dotter            | 3:31  |  |